# Angelina Gatell
Angelina Gatell Comas (Barcelona, 8 de junio de 1926-Madrid, 7 de enero de 2017) fue una poeta, traductora, actriz de doblaje y mujer comprometida y luchadora que trabajó activamente en la defensa de diversas causas tanto políticas como sociales y culturales.

## Biografía
Según sus propias palabras, nació en una familia pobre y combativa. Su padre era curtidor y sufrió el cierre empresarial al inicio de la Segunda República Española. Tuvieron que dejar su casa de Barcelona y mudarse a Santa Coloma de Gramanet donde Angelina estudió en el Colegio Pi i Margall y la Escuela Manent. Creció sufriendo la guerra y la posguerra, observando con sus ojos de niña, desde su siguiente hogar en el Vallés, la huida de los que buscaban la frontera camino del exilio. En Valencia, donde se había trasladado con su familia en 1941, colaboró con el Socorro Rojo Internacional con 17 años. Siguió estudiando el Bachillerato pero tuvo que dejar los estudios al quedar inválido su padre debido a un ictus.
En la Valencia de la posguerra tuvieron lugar sus primeros contactos con el mundo cultural, en torno a la tertulia del café El gato negro, a la que acudían los hermanos Gaos, José Hierro, el pintor Ricardo Zamorano, los poetas José Luis Hidalgo y Maria Beneyto, los hermanos García Luengo y Pedro Caba, entre otros, ligados todos ellos a la revista Corcel.
Sus primeros trabajos fueron como actriz. En Valencia conoció a Amparo Reyes, quien la contrató para representar piezas de teatro clásico por la sierra de Guadarrama, como los Entremeses de Cervantes. Así se fue haciendo profesional en teatros pequeños de Valencia. Finalmente fundó en 1952 junto a Eduardo Sánchez Lázaro, su marido, El Paraíso; uno de los primeros teatros de cámara de España. Con Eduardo tuvo tres hijos: Eduardo, María del Mar y Miguel Sánchez Gatell. En 1954 obtuvo el Premio Valencia por su libro Poema del soldado. Casi se lo deniegan por ser la tercera mujer consecutiva en ganarlo. Pero formaba parte de ese jurado Josefina Salvador, una mujer que amenazó con denunciar el cambio del resultado ya que se había abierto la plica. Publicó en este periodo poemas en revistas poéticas, como Verbo y La caña gris.
En 1958 se trasladó con su familia a Madrid, donde formó parte de los círculos literarios y culturales; asistió a la tertulia de Gerardo Diego en el Café Gijón, visitó con frecuencia a Vicente Aleixandre en su casa de Velintonia y participó en la tertulia de José Hierro en el Ateneo de Madrid. Esta última se interrumpió por problemas con la censura, lo que llevó a la creación por parte de Angelina, José Hierro, Aurora de Albornoz y José Gerardo Manrique de Lara de la tertulia literaria Plaza Mayor en Madrid, en la que participaron importantes novelistas, poetas, dramaturgos y críticos como Carmen Conde, Félix Grande, Francisco Brines, Luis Rosales, Antonio Buero Vallejo, Ángel González, Gerardo Diego, Ángela Figuera Aymerich y Vicente Gaos. En esta época ejerció la crítica literaria en revistas como Poesía Española, Cuadernos Hispanoamericanos, y más adelante en la revista El Urogallo.
En Madrid comenzó a trabajar para Televisión Española como actriz, guionista y dobladora. 
Firmó una carta junto con otros intelectuales al ministro Manuel Fraga, protestando por la represión sufrida por los mineros asturianos y sus familiares en 1963 y es llamada por un alto cargo del Ministerio que le sugirió que se retractara. Angelina se negó. Al año siguiente, TVE aceptó el guion de la biografía novelada sobre Marie Curie que había escrito; pero en el último momento se suspendió su emisión. La emitirían al año siguiente con el nombre de otro guionista. Por este tema tuvo que enfrentarse con el entonces responsable de programación, Adolfo Suárez. Angelina consiguió que Televisión Española rectificara la autoría y cobró sus derechos pero no volvió a trabajar para TVE.
Fue contratada por unos estudios de doblaje SAGO y ORO FILMS y se dedicó al doblaje como actriz, directora y adaptadora de diálogos. Fue ella quien en el doblaje de la serie Heidi  puso el nombre de “Niebla” al perro de la protagonista, pensando en el que Pablo Neruda encontró una noche de niebla en Madrid cuando iba a casa de Rafael Alberti y que finalmente se quedaron Rafael y María Teresa León. En el guion original se llamaba José, pero a ella no le gustaba ese nombre para un perro, así que al ser la dobladora le permitieron llamarle como quisiera. También trabajó en otras series como Marco o Érase una vez... el hombre.
Muy comprometida políticamente, fue militante del Partido Socialista Obrero Español hasta su muerte. También colaboró con el Partido Comunista de España con la elaboración de una Antología “Con Vietnam” en torno a la condena de la guerra de Vietnam. La terminó en 1968 pero fue censurada y no vio la luz hasta que el profesor Julio Neira la encontró en el Archivo General de la Administración (Alcalá de Henares) y fue publicada por la editorial Visor en 2016. Su faceta de antóloga la desarrolló también realizando junto a Carmen Conde, la obra Poesía femenina española 1950-1960, que fue publicada en 1971. Y muchos años más tarde, en 2006, con Mujer que soy. La voz femenina en la poesía social y testimonial de los 50 publicada por la editorial Bartleby.
Estuvo más de 30 años sin publicar poesía hasta que volvió a hacerlo de la mano de Manuel Rico y la editorial Bartleby. Pero nunca dejó de escribir, ese tiempo fue de silencio público pero de intensa creación y dedicación a la escritura. En palabras de Angelina Gatell recogidas en una entrevista a ABC en 1969:

No es objetividad lo que busco, sino pasión. Ése es, para mí, el resorte que pone en funcionamiento el mundo de lo poético. No comprendo la poesía cerebral, intelectual, es decir: pura. También por eso, cuando alguien dice que soy retórica, me siento reconfortada. Para mí -bien entendida- es el tercer resorte. El segundo son las ideas. Los tres bien manejados y fundidos entre sí, el poema.

## Obra literaria

### Poesía publicada

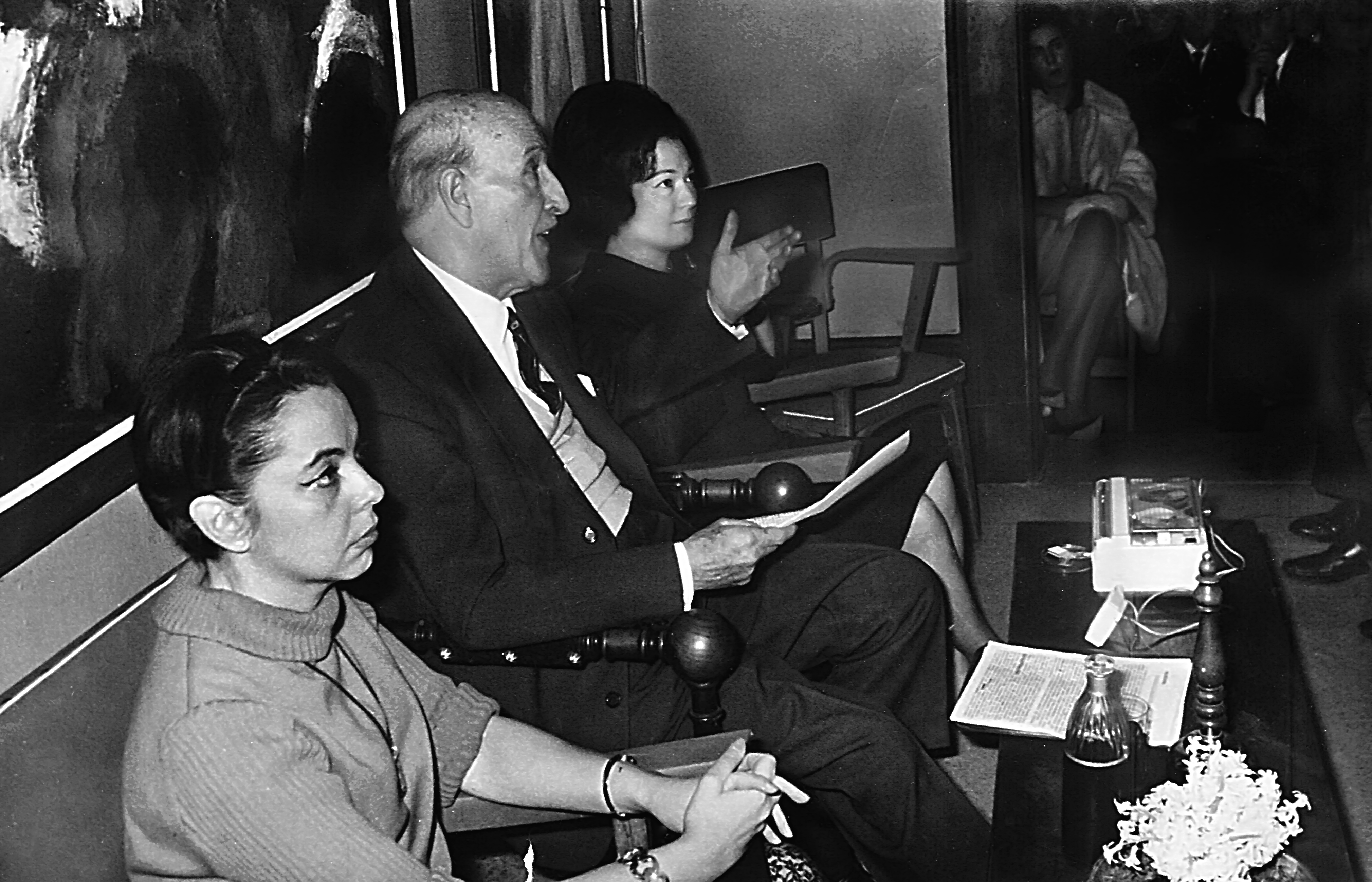
Aurora de Albornoz, Vicente Aleixandre y Angelina Gatell en la tertulia Plaza Mayor

- Poema del soldado, Premio Valencia de Poesía, Diputación Provincial de Valencia, Institución Alfonso El Magnánimo, 1955. (2.ª edición, Bartleby Editores, Madrid, 2020)
- Esa oscura palabra, Col. La isla de los Ratones. Santander, 1963.
- Las claudicaciones, Editorial Biblioteca Nueva, Madrid, 1969. (2.ª edición, Editorial Torremozas, Madrid, 2010).
- Los espacios vacíos y Desde el olvido, Bartleby Editores, Madrid, 2001.
- Noticia del tiempo, Bartleby Editores, Madrid, 2004.
- Cenizas en los labios, Bartleby Editores, Madrid, 2011.
- La oscura voz del cisne, Bartleby Editores, Madrid, 2015.
- La Veu Perduda, Visor, Madrid, 2018.
- Sobre mis propios pasos, (Poesía Completa, VOL, I), Bartleby Editores, Madrid, 2023.

### Antologías

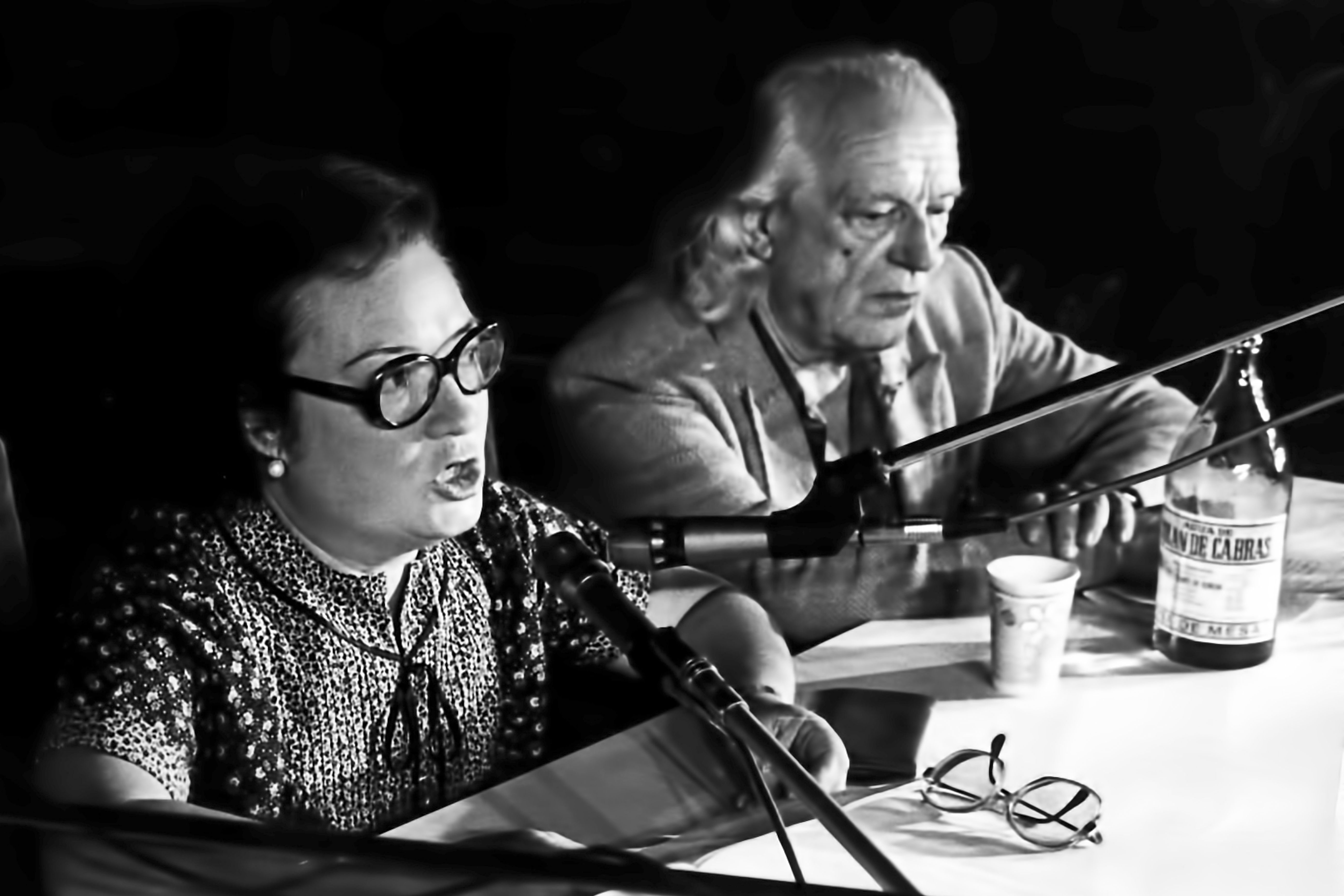
Angelina Gatell con Rafael Alberti en la Plaza de Toros de las Ventas en el homenaje a Blas de Otero

- Antología de la poesía amorosa contemporánea. En colaboración con Carmen Conde. Editorial Bruguera, Barcelona, 1969.
- Poesía femenina española. En colaboración con Carmen Conde. Editorial Bruguera, Barcelona, 1971.
- Mis primeras lecturas poéticas (Antología poética para niños). Libros Río Nuevo. Equipo Editorial Ediciones 29. Barcelona, 1980.
- Desde el olvido, Bartleby Editores, Madrid, 2001.
- Mujer que soy. La Voz Femenina en la poesía social y testimonial de los años cincuenta. Bartleby Editores, Madrid, 2006.[5]
- En soledad, con ella. Bartleby Editores, Madrid, 2015.

### Biografías

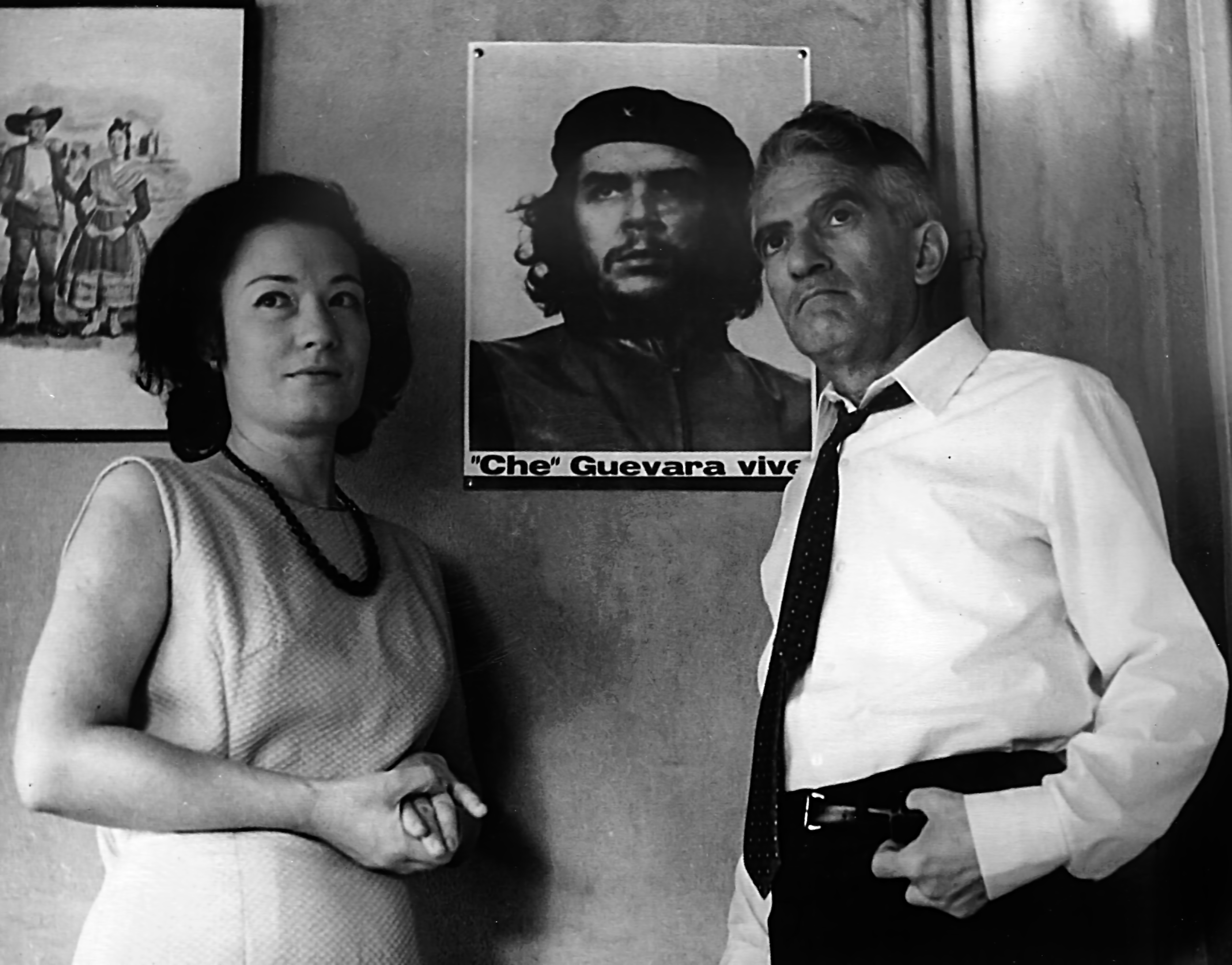
Angelina Gatell en su casa junto a Blas de Otero

- Mis primeros héroes (17 biografías cortas para niños). Libros Río Nuevo. Equipo Editorial Ediciones 29. Barcelona, 1969.
- Neruda. Editorial EPESA, Madrid, 1971.
- Memorias y desmemorias. Autobiografía. Fundación AIGSE. T&B Editores. 2.ª edición, 2014.

### Libros para niños
- El hombre del acordeón. Espasa Calpe, Madrid, 1988.
- La aventura peligrosa de una vocal presuntuosa. Novela para niños. Editorial Aliorna. Barcelona, 1988. (Publicada en castellano y catalán).
- La aventura peligrosa de una vocal presuntuosa. Novela para niños. Editorial Grupo Anaya, Madrid, 1994. Col. El duende verde. Edición castellana y catalana.

### Recopiladora
- Con Vietnam (1968). Visor. Madrid, 2016.[3]

### Libros inéditos de poesía

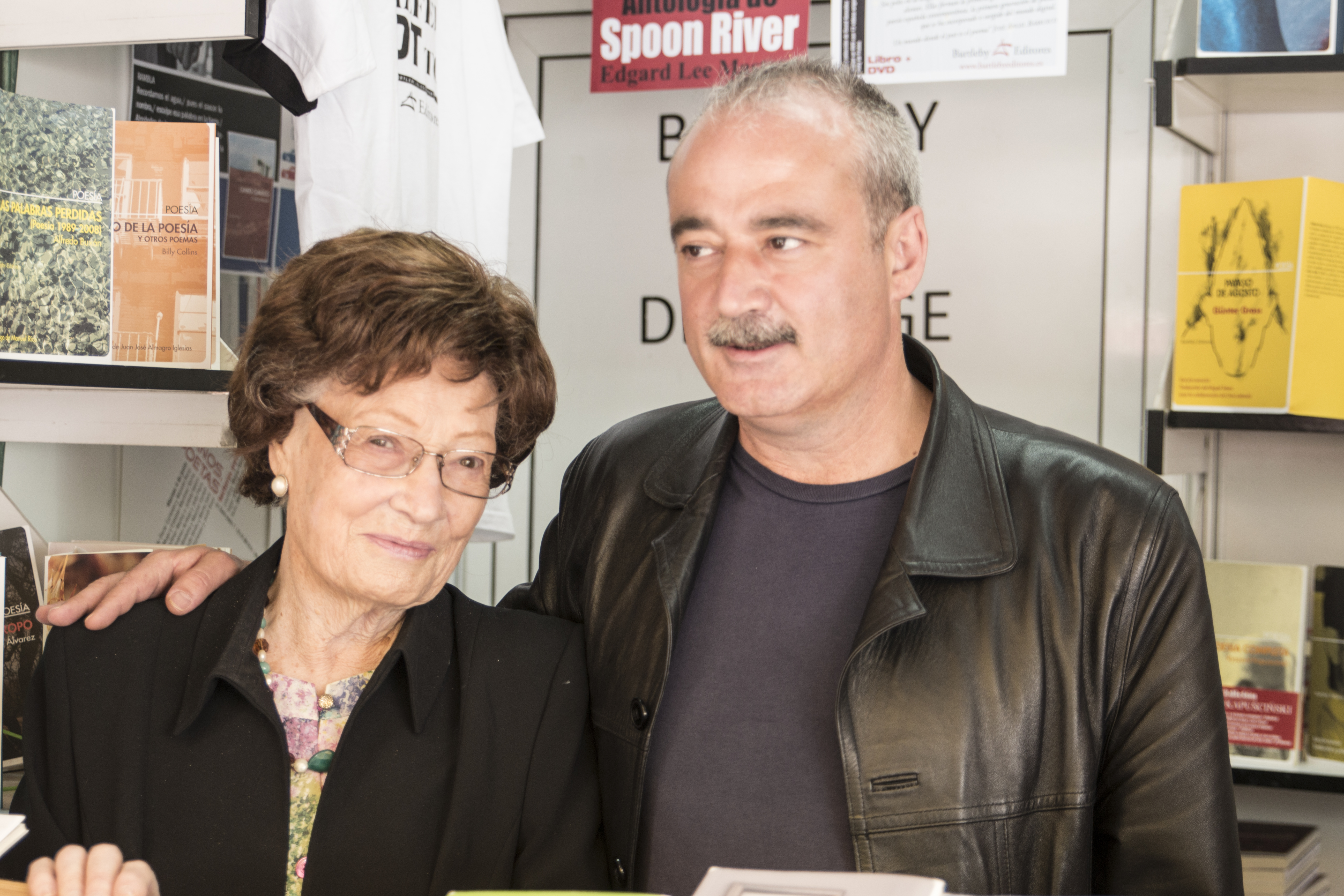
Angelina Gatell con su hijo Miguel Sánchez Gatell en la Feria del Libro de Madrid

- De mar a mar.
- Décimas de la emigrante.

### Libros inéditos para niños
- Una ciudad en el subsuelo.
- La extraña aventura de Quico Vera.
- Trébol.
- Una niña singular que no para de rimar(cuento).
- La niña que se bebió un río (cuento).

### Traducciones, adaptaciones y doblajes
- Como traductora ha publicado cientos de traducciones de libros, principalmente infantiles y juveniles, para editoriales como Anaya, Espasa-Calpe, La Galera, Santillana, etc.
- Ha traducido, adaptado, doblado y dirigido el doblaje de numerosas películas y series de televisión, por ejemplo, Dinastía, Los Colby, Los amores de Napoleón, etc.
- Igualmente ha traducido, adaptado y doblado y dirigido series de dibujos animados como Érase una vez el Hombre, Marco, Heidi, etc.
- Cabe destacar entre sus trabajos para Televisión Española la serie sobre la biografía de Marie Curie.

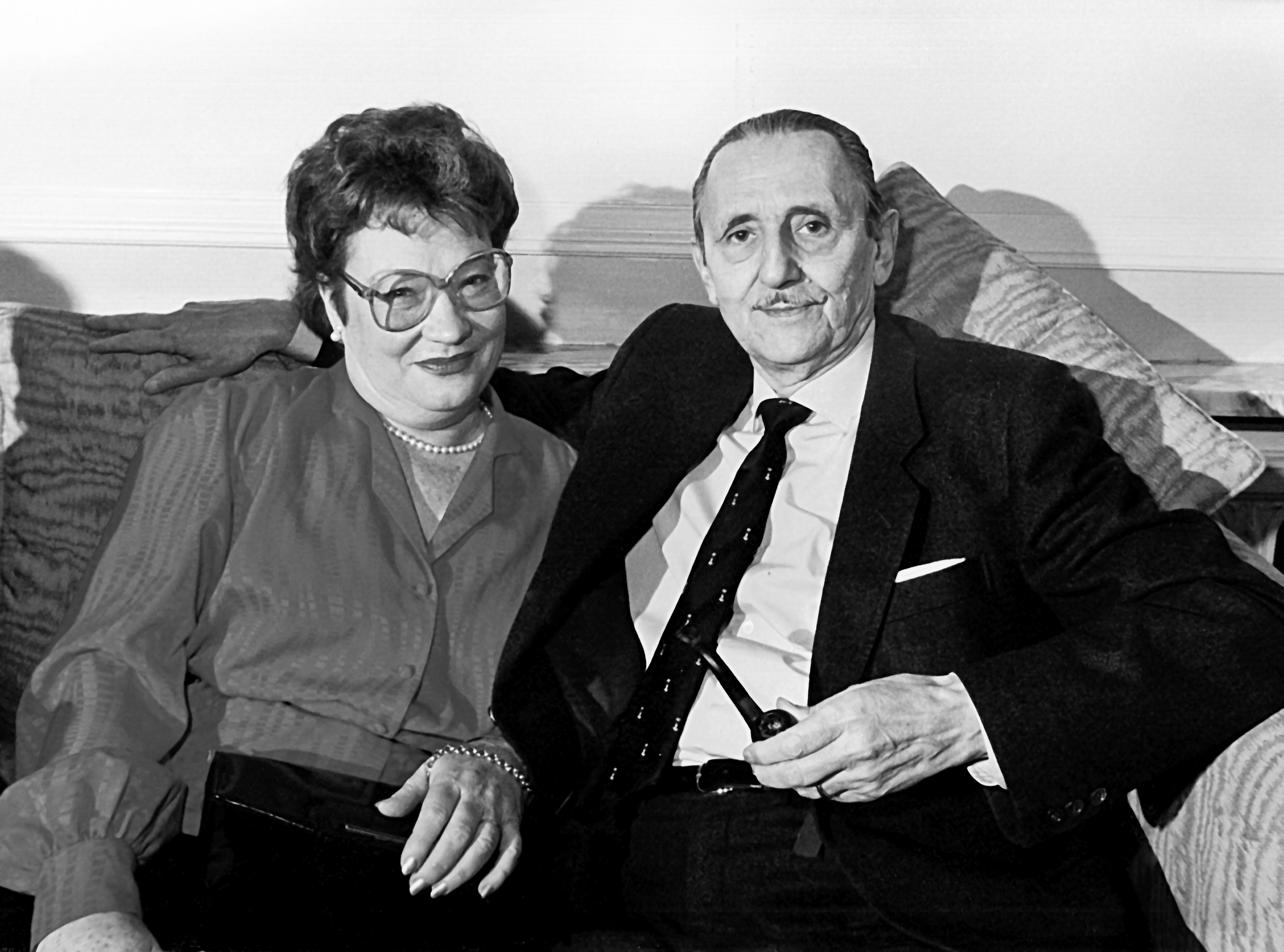
Angelina Gatell con Buero Vallejo

## Entrevistas y artículos sobre Angelina Gatell
- Ayuso Pérez, Antonio (21 de junio de 2017). «Angelina Gatell, «niña triste» de la Guerra Civil». CTXT, Público. Consultado el 20 de abril de 2017.

- Ortega Lucas, Miguel Ángel (1 de marzo de 2017). «La memoria en llamas de Angelina Gatell». CTXT, Público. Consultado el 7 de abril de 2017.

- «El día que Angelina Gatell no acudió a Colliure». Poética punto cero. 27 de febrero de 2017. Consultado el 7 de abril de 2017.

- García Montero, Luis (10 de enero de 2017). «Angelina Gatell, el ingenio de la protesta». Blog Memòria repressió franquista de Jordi Grau i Gatell. Tintal Libre. Archivado desde el original el 8 de abril de 2017. Consultado el 7 de abril de 2017.

- Rico, Manuel (9 de enero de 2017). «Angelina Gatell, una mujer de la Generación del 50». El País. Consultado el 7 de abril de 2017.

- Ortega Lucas, Miguel A. (28 de junio de 2014). «Angelina Gatell: "Los últimos testigos de la guerra no podemos callar sobre aquello"». eldiario.es. Consultado el 7 de abril de 2017.

- Gil Martín, Javier (3 de noviembre de 2017). «Una recuperación necesaria: La vida y la obra de la poeta catalana Angelina Gatell». Tendencias21. Archivado desde el original el 10 de junio de 2018. Consultado el 18 de marzo de 2019.